# Zoja Deražinskaja
Zoja Ivanovna Filatova, coniugata Deražinskaja (in russo Зоя Ивановна Филатова-Деражинская?; 29 maggio 1953), è un'ex schermitrice sovietica, vincitrice di una medaglia d'argento ai campionati mondiali di scherma.